# Леждей, Эльза Ивановна
Эльза (Элла) Ивановна Леждей (19 февраля 1933, Севастополь, Крымская АССР, РСФСР, СССР — 12 июня 2001, Москва, Россия) — советская и российская актриса театра и кино, заслуженная артистка РСФСР (1974).

## Биография

### Детство и юность
Эльза Ивановна Леждей родилась 19 февраля 1933 года в Севастополе. Отец — Иван Леждей, моряк.
Эльза хотела стать актрисой с ранних лет. После окончания школы отправилась в Москву, где поступила сразу в два театральных училища: Щукинское и Щепкинское — и выбрала Театральное училище им. М. С. Щепкина.
В 1955 году Леждей окончила театральное училище, после чего стала работать в Театре-студии киноактёра.

### Актёрская карьера
В кино дебютировала в 1954 году в исторической драме Юрия Егорова «Море студёное», рассказывающей о жизни поморов XVIII века, исполнила роль поморки Варвары. В 1957 году Леждей вышла замуж за начинающего кинорежиссёра Владимира Наумова (от него сын Алексей). Благодаря Наумову у Леждей появилась возможность раскрыться в драматических ролях. Снялась в нескольких фильмах Наумова; образ проститутки Мари в фильме «Ветер» (1958) стал одной из сильнейших ролей Леждей. Яркую роль сыграла также в фильме «Павел Корчагин».
Брак с Наумовым был расторгнут в 1966 году.
В 1964 году на съёмках фильма «Хоккеисты» у Леждей, игравшей жену главного героя, начался роман с исполнителем одной из главных ролей Вячеславом Шалевичем; актёры были вместе около двух лет. В 1971 году Эльза вышла замуж вторично — за актёра Всеволода Сафонова, с которым прожила 21 год, до самой его смерти.
Удачными были эпизодические роли Леждей в фильмах «Баллада о солдате» и «До свидания, мальчики!». Актриса хорошо передала также образ француженки Жанны-Мари Лябурб в фильме «Эскадра уходит на запад»; для роли выучила французский язык.

## Последние годы жизни

### Последние работы в кино
С 1971 года Леждей исполняла роль эксперта Зинаиды Кибрит в многосерийном фильме «Следствие ведут ЗнаТоКи». Фильм имел большой успех, однако актрису, ассоциировавшуюся теперь с Зинаидой Кибрит, почти перестали приглашать на другие роли. Когда в 1989 году снималась последняя серия «Знатоков», у Леждей уже начались проблемы со здоровьем, и Кибрит появилась лишь в небольшом эпизоде.
Последний фильм, в котором снялась актриса, — «Волчицы» (1992).

### Болезнь и смерть
6 июля 1992 года умер Всеволод Сафонов, муж Эльзы Леждей. После этого актриса замкнулась в себе и редко выходила из своей московской квартиры.
В феврале 1998 года, накануне 65-летнего юбилея актрисы, ей позвонили корреспонденты «Комсомольской правды», чтобы поздравить. В ответ она сказала: «Спасибо, но писать про меня не надо. Я живу тихо и скромно. Тусовки и шум не для меня. Ничего сверхъестественного в моей жизни не происходит…» И заплакала.
Леждей часто навещали сын Алексей и внук Владимир. Несколько лет Эльза Ивановна страдала от тяжёлой болезни.
Скончалась ночью 12 июня 2001 года от острой сердечной недостаточности, похоронена на Хованском кладбище в Москве (11 уч.), рядом с матерью и мужем.

## Признание и награды
- Заслуженная артистка РСФСР (1974).

## Творчество

### Фильмография
- 1954 — Море студёное — Варвара
- 1955 — Первый эшелон — Тамара
- 1956 — Павел Корчагин — Рита Устинович
- 1957 — Удивительное воскресенье — бортпроводница
- 1957 — Шторм — Палаша, монашка
- 1958 — Шли солдаты — Ольга Карцева, сестра милосердия
- 1958 — Ветер — Мари
- 1959 — Баллада о солдате — жена инвалида
- 1961 — Жизнь сначала — Валентина, жена Фёдора
- 1961 — В пути — Варвара Макеева
- 1962 — В мёртвой петле — Елена
- 1963 — На трассе — Люба
- 1964 — Они шли на Восток — партизанка
- 1964 — До свидания, мальчики! — спутница жестянщика
- 1964 — Хоккеисты — Майя
- 1965 — Чрезвычайное поручение — актриса
- 1965 — Три времени года — Анна
- 1965 — Эскадра уходит на запад — Жанна-Мари Лябурб
- 1967 — Пауза
- 1967 — Особое мнение — Нина Алексеевна Ожогина
- 1968 — Прямая линия — Эмма
- 1971 — Следствие ведут ЗнаТоКи. Чёрный маклер — Кибрит
- 1971 — Следствие ведут ЗнаТоКи. Ваше подлинное имя — Кибрит
- 1971 — Следствие ведут ЗнаТоКи. С поличным — Кибрит
- 1971 — Следствие ведут ЗнаТоКи. Повинную голову… — Кибрит
- 1971 — Слушайте на той стороне — капитан Осипенко, переводчица
- 1972 — Следствие ведут ЗнаТоКи. Динозавр — Кибрит
- 1972 — Следствие ведут ЗнаТоКи. Шантаж — Кибрит
- 1972 — Следствие ведут ЗнаТоКи. Несчастный случай — Кибрит
- 1972 — Последний форт — фрау Блаумер
- 1972 — Вашингтонский корреспондент — Ирина Громова
- 1973 — Каждый день доктора Калинниковой — Н. А. Благих, доктор медицинских наук, проверяющая из министерства
- 1973 — Следствие ведут ЗнаТоКи. Побег — Кибрит
- 1973 — Следствие ведут ЗнаТоКи. Свидетель — Кибрит
- 1975 — Следствие ведут ЗнаТоКи. Ответный удар — Кибрит
- 1975 — На край света… — мать Володи
- 1976 — Быть братом — Ольга Андреевна
- 1976 — Цветы для Оли — Антонина, мать Зины
- 1977 — Следствие ведут ЗнаТоКи. Любой ценой — Кибрит
- 1977 — Подранки — мачеха Дениса
- 1977 — Риск — благородное дело — актриса в гардеробе киностудии
- 1978 — Следствие ведут ЗнаТоКи. «Букет» на приёме — Кибрит
- 1978 — Следствие ведут ЗнаТоКи. До третьего выстрела — Кибрит
- 1978 — За всё в ответе — Зоя Васильевна
- 1979 — Следствие ведут ЗнаТоКи. Подпасок с огурцом — Кибрит
- 1980 — Следствие ведут ЗнаТоКи. Ушёл и не вернулся — Кибрит
- 1980 — День на размышление — Лиза
- 1980 — Атланты и кариатиды — Галина Владимировна, секретарь Игнатовича
- 1981 — Следствие ведут ЗнаТоКи. Из жизни фруктов — Кибрит
- 1982 — Следствие ведут ЗнаТоКи. Он где-то здесь — Кибрит
- 1982 — Смерть на взлёте — Юта, «журналистка», напарница Макса Бейна
- 1984 — Особое подразделение — военврач (нет в титрах)
- 1985 — Следствие ведут ЗнаТоКи. Полуденный вор — Кибрит
- 1985 — Следствие ведут ЗнаТоКи. Пожар — Кибрит
- 1987 — Следствие ведут ЗнаТоКи. Бумеранг — Кибрит
- 1987 — В защите не нуждаюсь
- 1988 — Следствие ведут ЗнаТоКи. Без ножа и кастета — Кибрит
- 1988 — Голубая роза — Мария Груич, мать Ореста
- 1989 — Следствие ведут ЗнаТоКи. Мафия — Кибрит
- 1992 — Волчицы — безутешная мать

### Озвучивание
- 1962 — Тудор (СР Румыния) — Тункуца, дочь Пырву (роль Луминиты Якубеску)
- 1964 — Поезд (Франция, Италия, США) — Кристина (роль Жанны Моро)
- 1968 — В 12 часов придёт босс (ГДР) — Веге (роль Веры Эльшлегель)
- 1969 — Долг каждого (мультфильм) — Белка
- 1980 — Кольцо старого шейха — Кумратова, жена Исхака, воспитательница детского сада (роль Лидии Кенетовой)
- 1981 — Три дня знойного лета — Ия (роль Цицино Цицишвили)
- 1981 — Трудное начало — Кето (роль Тэи Габуния)
- 1982 — Крик павлина
- 1983 — В холодильнике кто-то сидел — мать Лии (роль Елены Чавчавадзе)

### Участие в документальных телепрограммах
- 1996 — Чтобы помнили. Всеволод Сафонов — камео

## Память
Творчеству и памяти актрисы посвящены документальные фильмы и телепередачи:
- 2001 — Серебряный шар. Эльза Леждей (ОРТ)[5].
- 2007 — Как уходили кумиры. Эльза Леждей (ДТВ).
- 2013 — Прекрасная Эльза (Первый канал)[6].
- 2023 — Раскрывая тайны звёзд. К 90-летию Эльзы Леждей (Москва Доверие)[7].